# Jehuda Ben Chajjim
Jehuda Ben Chajjim, Yehuda Ben Haim (hebr. יהודה בן חיים; ur. 29 września 1955, zm. 5 marca 2012) – izraelski bokser.
W 1984 wystartował na igrzyskach olimpijskich w wadze papierowej (do 48 kg), kończąc rywalizację na 9. miejscu. W pierwszej rundzie zawodów pokonał Ghańczyka Michaela Ebo Dankwę, a w drugiej przegrał z Brytyjczykiem Johnem Lyonem. W 1986 odpadł w ćwierćfinale mistrzostw świata w tej samej wadze. Został zgłoszony do zawodów olimpijskich w 1988, jednakże wycofał się z rywalizacji, gdyż termin jego pierwszej walki pokrywał się z Jom Kipur.
Zmarł 5 marca 2012 po długiej chorobie.